# Vis viva
Vis viva (lebendige Kraft) ist eine historische Bezeichnung für die „Energie in der Bewegung“. Sie geht auf Gottfried Wilhelm Leibniz zurück und bezeichnet eine Größe, die bei elastischen Stößen und vielen anderen mechanischen Vorgängen erhalten bleibt. Seine Formel war allerdings {\displaystyle mv^{2}}, was einen um den Faktor 2 größeren Wert für die kinetische Energie nach heutigem Verständnis ergibt. Wichtig war, dass die Geschwindigkeit im Quadrat einging, was zu einer skalaren Größe und korrekten Interpretation als Erhaltungsgröße führt. 
Im Gegensatz zu Leibniz hielten René Descartes und Isaac Newton den Impuls {\displaystyle m{\vec {v}}} für die fundamentale Erhaltungsgröße (bei Descartes noch rein skalar aufgefasst, also nicht als Vektor). Für Newton spielte nicht das Energiekonzept, sondern das Konzept der Kraft (Vis) als Verursachung von Impulsänderungen eine zentrale Rolle.
Bis ins 19. Jahrhundert wurde die Bezeichnung lebendige Kraft für die Energie verwendet. Energieüberlegungen spielten aber in der Praxis der Mechanik erst etwa Mitte des 19. Jahrhunderts eine größere Rolle, gefördert durch die Entwicklung der Thermodynamik. Im 18. Jahrhundert gab es einen Streit unter Philosophen um die „wahren“ Grundgrößen der Mechanik, so in der Schrift von Immanuel Kant Gedanken von der wahren Schätzung der lebendigen Kräfte von 1749 (die aber unter den Naturwissenschaftlern keine Rolle spielte und auch von den führenden zeitgenössischen Wissenschaftlern wie Leonhard Euler, an den sich Kant brieflich wandte, ignoriert wurde), oder im Prioritätsstreit von Maupertuis über das Prinzip der kleinsten Wirkung.
Die Vis-Viva-Gleichung der Himmelsmechanik beschreibt die Bewegung bzw. Geschwindigkeit von Körpern auf Keplerbahnen als Konsequenz der Energieerhaltung.